# 林士弘
林士弘（6世纪？—622年），饒州鄱阳县（今江西鄱阳县）人，隋末唐初地方割据势力之一。
隋炀帝大业十二年（616年）随同乡操师乞率众起兵，攻占豫章郡城，师乞战死后他统率义军大败隋军于鄱阳湖，杀隋将刘子翊，发展到十多万人，遂攻占虔州（在今江西省赣州市境），林士弘称南越王或楚帝，并用延康或太平为年号；其势力最强时领土由江西九江至广东广州。后来与梁帝萧铣多次交战，势力衰落，本来归附他的冯盎等也转投萧铣。后来萧铣被唐朝所灭，一些部众归顺林士弘，林士弘势力复振。唐朝又攻打林士弘，劝降归附林士弘的循、潮二州，导致林士弘在岭南的势力尽失。林士弘派弟弟鄱阳王林药师收复，林药师败亡。唐高祖武德五年（622年）林士弘战败降唐，又叛唐，退保安成（今江西安福东南）山洞，不久病亡。